# Cleopatra (zangeres)
Cleopatra Pantazi (Grieks: Κλεοπάτρα Πανταζή, Kleopátra Pantazi) (Athene, 1963) is een Grieks zangeres.

## Biografie
In 1985 nam ze deel aan het Wereldsongfestival in Tokio met het lied Proti tou may, maar ze strandde in de halve finale. 
In 1992 nam ze deel aan het Eurovisiesongfestival in Malmö, Zweden met het door haar man Christos Lagos geschreven lied Olou tou kosmou i elpida. Cleopatra werd vijfde, wat een evenaring was van de hoogste notering ooit voor Griekenland tot dan toe. 
In 1994 bracht Pantazi het nummer Ola Ta S'Agapo uit.